# Yuexiu Fortune Center Tower 1
Le Yuexiu Fortune Center est un gratte-ciel de 330 mètres construit en 2017 Wuhan en Chine. 